# 小行星8215
小行星8215（英語：8215 Zanonato）是一颗围绕太阳公转的小行星。1995年3月31日，清水義定、浦田武在那智胜浦町发现了此天体。
这颗小行星的绝对星等为162.4149370535565等。